# Индуцированная гравитация
Индуцированная гравитация — это квантово-гравитационная концепция, впервые выдвинутая Андреем Сахаровым в 1967 году. В основе этой концепции лежит предположение о том, что кривизна пространства-времени возникает как приближённое среднее значение микроскопических степеней свободы квантового поля.

## Суть гипотезы
Суть его гипотезы сводится к тому, что изменение действия квантовых флуктуаций вакуума при искривлении пространства можно отождествить с действием поля, которое в общей теории относительности Эйнштейна зависит от кривизны (R — инвариант тензора Риччи)):
{\displaystyle S(R)=-{\frac {1}{16\pi G}}\int (dx){\sqrt {-g}}R,}
где {\displaystyle R} есть инвариант тензора Риччи.
G - гравитационная постоянная, g - детерминант метрического тензора[прояснить]
Эта гипотеза известна также как гипотеза метрической упругости пространства.
«… Его идея заключается в том, что, возможно, гравитационного поля как самостоятельного отдельного взаимодействия не существует вовсе — это „всего лишь“ натяжения вакуума всех остальных квантованных полей …». Таким образом, идея индуцированной гравитации была одной из первых конструктивных идей, указывающих на то, что гравитация не является фундаментальным взаимодействием. Она указывала на гравитацию как на возникающее (эмерджентное) явление.
Физики-последователи данной гипотезы не теряют интерес к ней, предлагая современные интерпретации его основных идей.